# Carles Puigdemont
Carles Puigdemont i Casamajó (Amer, 29 de dezembro de 1962) é um político e jornalista catalão. Foi alcaide de Girona entre 2011 e 2016. Foi Presidente da Generalidade da Catalunha de 9 de janeiro de 2016 a 27 de outubro de 2017, dia de sua renúncia ao abrigo da Ordem PRA/1034/2017, de 27 de outubro, em aplicação do artigo n.º 155 da Constituição espanhola de 1978. Foi eleito deputado da 8.ª, 9.ª e 10.ª legislaturas do Parlamento da Catalunha pela Convergência e União, e na 11.ª legislatura pelo Juntos pelo Sim. Pertencente até 2016 à Convergência Democrática da Catalunha, foi membro do partido sucessor, o Partido Democrata Europeu Catalão (PDeCAT) até 2020, quando passou a formar parte do partido Juntos pela Catalunha.

## Biografia

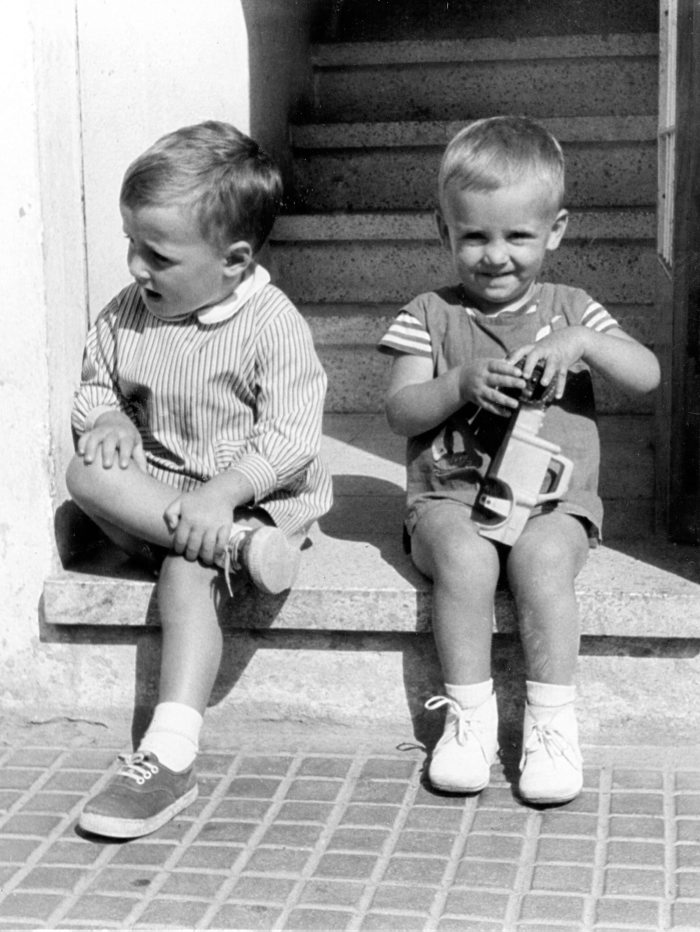
Carles Puigdemont, em pequeno (à direita), ao lado do seu irmão mais velho.

Cursou os estudos básicos e o bacharelato em sua povoação natal Amer, na província de Girona e no internato de Collell. Aos 16 anos já exercia jornalismo como correspondente para o jornal periódico Los Sitios, de Girona, enviando crónicas futebolísticas e outras notícias.
Iniciou Filologia Catalã no Colégio Universitário de Girona, estudos que abandonaria mais tarde para se dedicar ao jornalismo. Em 1981, começou a trabalhar no diário El Punt, onde acabou sendo redator-chefe. Também trabalhou na revista Presència.
Em 1988, dedicou-se a reunir referências da imprensa internacional sobre Catalunha, material que deu como fruto a publicação em 1994 do livro Cata… què? Catalunya vista per la premsa internacional. É membro do Colégio de Jornalistas da Catalunha.
Durante os Jogos Olímpicos de Barcelona (1992), teve uma atividade destacada contra a denominada "Operación Garzón".
Nos anos 90, viajou pela Europa e começou a trabalhar na aplicação das novas tecnologias à informação, o que se traduziria na criação, em 1999, por encargo da Generalidade, da Agência Catalã de Notícias (ACN).
Puigdemont dirigiu a agência até 2002, quando o então presidente da Deputação Provincial gironense, Carles Pàramo (CiU), ofereceu-lhe ser diretor da Casa de Cultura de Girona.
Em 2004, regressou ao jornalismo como diretor geral do jornal periódico Catalonia Today, um jornal periódico catalão em inglês que ele contribui para impulsionar.
Deixou o jornalismo para se dedicar por completo à política em 2006 quando a CiU lhe fez uma dupla oferta: formar parte da candidatura ao Parlamento da Catalunha e aspirar em 2007 à alcaidia de Girona.

### Trajetória política

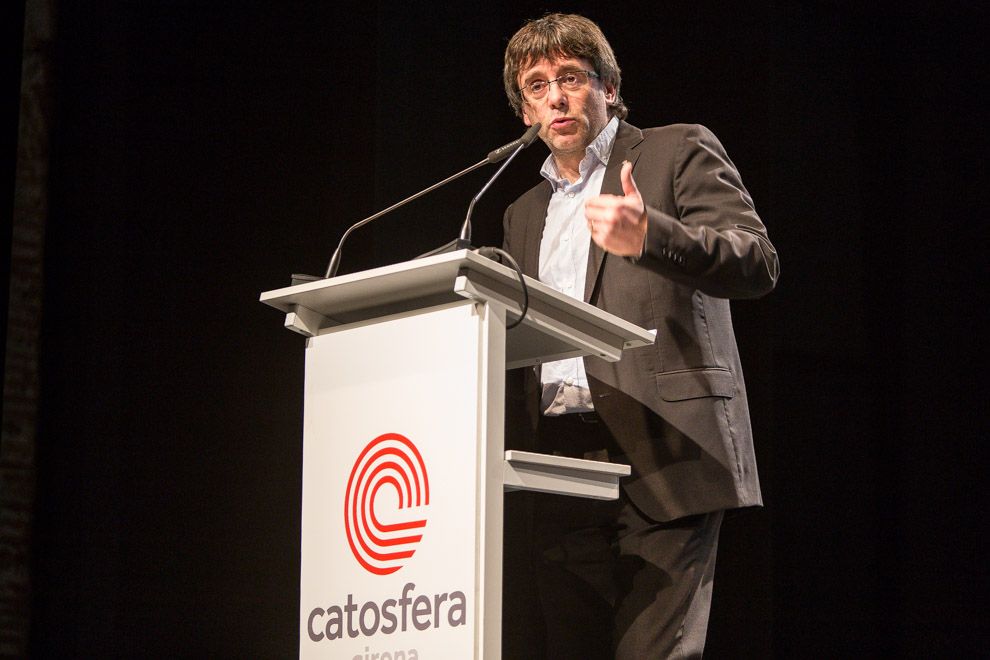
Puigdemont em 2015

Em 1980 iniciou o seu ativismo político marcado pelo independentismo. Neste ano assistiu à sua primeira convenção partidária, de Jordi Pujol.
Ativista da Crida a la Solidaritat en Defensa de la Llengua, la Cultura i la Nació Catalanes pertenceu à Juventude Nacionalista da Catalunha (JNC) que contribuiu para fundar em Girona. Atualmente é militante da Convergência Democrática da Catalunha (CDC).
Em 2006 foi candidato às eleições para o Parlamento da Catalunha pela CiU pela circunscrição de Girona e foi eleito deputado.
Em 2007 encabeçou a lista da CiU para o Ajuntamento de Girona, mas não ganhou as eleições e manteve-se na oposição.
A 1 de julho de 2011 converteu-se no sucessor de Anna Pagans à frente do Ajuntamento de Girona, após ganhar as eleições municipais celebradas a 22 de maio de 2011, acabando assim com mais de 32 anos de hegemonia do PSC em Girona, que vinha governando desde após as eleições municipais de 1979.
A 15 de julho de 2011, quando se dirigia para uma conferência do vereador da Saúde, foi agredido por um grupo de umas duzentas pessoas durante os protestos contra os cortes no dito setor.
Em julho de 2015 substituiu Josep Maria Vila d'Abadal como presidente da Associação de Municípios pela Independência e o seu nome incorporou-se à lista de pessoas chave para a "refundação" da CDC.
Nas eleições para o Parlamento de Catalunha de 27 de setembro de 2015 ocupou o posto número três na lista de Juntos pelo Sim por Girona e foi reeleito deputado.
A 9 de janeiro de 2016 o presidente em funções da Generalidade da Catalunha Artur Mas anunciou que propunha o seu nome para ser investido como novo presidente.

### Presidente da Generalidade da Catalunha
Foi investido presidente da Generalidade da Catalunha a 10 de janeiro de 2016. A 27 de outubro de 2017, logo após a tentativa de proclamar um sistema republicano para a região, foi demitido pelo Governo da Espanha do seu cargo na presidência da comunidade autónoma da Catalunha por aplicação do artigo 155 da Constituição espanhola de 1978.

### Vida privada
Está casado com a jornalista romena Marcela Topor e tem duas filhas.